# Oleg Malcew
Oleg Witaljewicz Malcew (ros. Олег Витальевич Мальцев, ur. 19 listopada 1967 w Omsku) – radziecki, a potem rosyjski judoka. Dwukrotny olimpijczyk. Zajął 21. miejsce w Barcelonie 1992 i siódme w Atlancie 1996. Walczył w wadze średniej.
Brązowy medalista mistrzostw świata w 1995; uczestnik zawodów w 1993. Startował w Pucharze Świata w latach 1993, 1995 i 1996. Czterokrotny medalista mistrzostw Europy w latach 1993 - 1996. Wygrał akademickie MŚ w 1988. Mistrz Rosji w 1993, 1994, 1995 i 1996; trzeci w 1992. Trzeci na mistrzostwach ZSRR w 1988 i WNP w 1992 roku.

## Letnie Igrzyska Olimpijskie 1992
| Konkurencja | Eliminacje           | Klas. końcowa |
| Konkurencja | Przeciwnik I         | Miejsce       |
| ----------- | -------------------- | ------------- |
| 86 kg       | Yang Jong-ok (KOR) P | 21.           |

## Letnie Igrzyska Olimpijskie 1996
| Konkurencja | Eliminacje       | Eliminacje               | Repasaże                | Repasaże                       | Repasaże                 | Klas. końcowa |
| Konkurencja | Przeciwnik I     | Przeciwnik II            | Przeciwnik I            | Przeciwnik II                  | Przeciwnik III           | Miejsce       |
| ----------- | ---------------- | ------------------------ | ----------------------- | ------------------------------ | ------------------------ | ------------- |
| 86 kg       | Ao Tegen (CHN) Z | Armen Bagdasarov (UZB) P | Somoza Celestin (HAI) Z | Algimantas Merkevičius (LTU) Z | Hidehiko Yoshida (JPN) P | 7.            |